# Brothers in the Bronx
 (septembre 2023).
Si vous disposez d'ouvrages ou d'articles de référence ou si vous connaissez des sites web de qualité traitant du thème abordé ici, merci de compléter l'article en donnant les références utiles à sa vérifiabilité et en les liant à la section « Notes et références ».
Pour plus de détails, voir Fiche technique et Distribution.
Brothers in the Bronx (Jumpin' at the Boneyard) est un film américain réalisé par Jeff Stanzler, sorti en 1992.

## Synopsis
Au cœur du Bronx, Manny et Dan se retrouvent après trois ans de séparation. Alors que leurs retrouvailles auraient dues être synonyme de fête, ces deux frères entament une lente descente aux enfers. Prisonniers de l'étau de la drogue et victimes de la violence des gangs, tous deux doivent faire face à l'inimaginable brutalité d'une ville au bord du gouffre, et tenter de trouver une issue de secours... Désormais, ils n'ont qu'un seul but : rester en vie. À n'importe quel prix !

## Fiche technique
- Titre : Brothers in the Bronx
- Titre original : Jumpin' at the Boneyard
- Réalisation et scénario : Jeff Stanzler
- Musique : Steve Postell
- Pays de production :  États-Unis
- Sociétés de production : 20th Century Fox
- Genre : Drame
- Durée : 107 minutes
- Date de sortie : 18 septembre 1992

## Distribution
- Tim Roth : Manny
- Alexis Arquette : Dan
- Danitra Vance : Jeanette
- Samuel L. Jackson : M. Simpson
- Elizabeth Bracco : Cathy
- Kevin Corrigan : Morty
- Luis Guzmán : le chauffeur de taxi
- Jeffrey Wright : Derek